# Alfonso Pecoraro Scanio

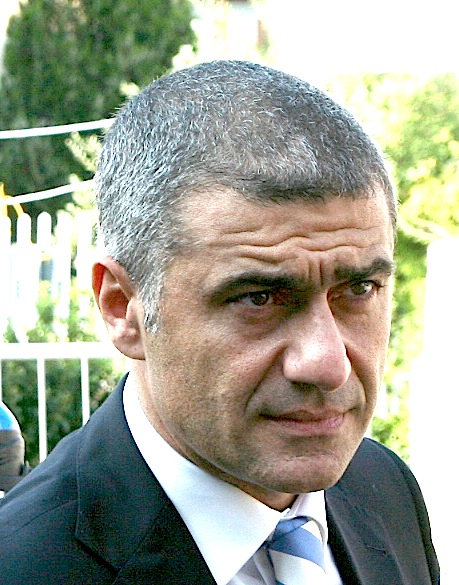
Alfonso Pecoraro Scanio (2006)

Alfonso Pecoraro Scanio (* 13. März 1959 in Salerno) ist ein italienischer Politiker. Er war von Mai 2006 bis Mai 2008 Umweltminister im Kabinett von Romano Prodi.

## Biografie
Pecoraro Scanios politische Karriere begann 1985 mit der Wahl in den Gemeinderat seiner Heimatstadt Salerno. 1992 wurde er in die italienische Abgeordnetenkammer und im selben Jahr auch in den Gemeinderat von Neapel gewählt.
In der zweiten Regierung von Giuliano Amato war Pecoraro Scanio von April 2000 bis Juni 2001 Landwirtschaftsminister. Seit Dezember 2001 ist er Präsident der italienischen Partei Federazione dei Verdi, die Teil des Mitte-links-Bündnisses von Romano Prodi ist. Vom 17. Mai 2006 bis zum 8. Mai 2008 war Pecoraro Scanio Umweltminister in der zweiten Regierung von Romano Prodi.
Wegen der seinerzeit bereits seit 14 Jahren andauernden Müllkrise in Neapel stand Pecoraro Scanio neben Antonio Bassolino, dem Präsidenten der Region Kampanien, und anderen Regierungs- und Lokalpolitikern in der öffentlichen Kritik. Ein von der Opposition eingebrachter und von ehemaligen Mitgliedern des Regierungslagers (Dini, Mastella) unterstützter Misstrauensantrag gegen ihn im Senat kam am 23. Januar 2008 nicht mehr zustande, da die Vertrauensabstimmung über die Gesamtregierung Prodi am darauffolgenden Tag übergeordnet war.
Am 4. April 2008 eröffnete die italienische Staatsanwaltschaft gegen Pecoraro Scanio wegen Korruptionsverdacht und Verdacht auf Beteiligung an einer kriminellen Vereinigung ein offizielles Ermittlungsverfahren. Die Verdachtsfälle beziehen sich auf angebliche Gefälligkeiten in Zusammenhang mit der Vergabe von Staatsaufträgen bei der Abfallentsorgung in der Region Kampanien.
Pecoraro Scanio bekannte sich 2000 öffentlich als bisexuell. Sein jüngerer Bruder Marco Pecoraro Scanio ist ein ehemaliger Fußballer der italienischen Serie A und saß von 2006 bis 2008 als Vertreter der Federazione dei Verdi im italienischen Senat.